# ジャスパー郡 (ミシシッピ州)
ジャスパー郡（ジャスパーぐん、英: Jasper County）は、アメリカ合衆国ミシシッピ州の中央部南に位置する郡である。2010年国勢調査での人口は17,062人であり、2000年の18,149人から6.0%減少した。郡庁所在地はベイスプリングス市（人口1,786人）、および未編入の町であるポールディングの2つである。未編入の町が郡庁所在地になっているのは州内でこの郡だけである。
ジャスパー郡はローレル小都市圏に属している。

## 歴史
ジャスパー郡は1833年にジョーンズ郡だった領域の中央部から設立された。郡名は、アメリカ独立戦争中の1776年にムールトリー砦防衛で最初に頭角を現したウィリアム・ジャスパー軍曹に因んで名付けられた。イギリス海軍の艦船から放たれた砲弾が国旗掲揚台を吹き飛ばしたとき、ジャスパーが旗を回収して一時的な棒に掲げ、新しい棒が造られるまで砲火の中を持ち続けた。ジャスパー軍曹は1779年のサバンナ包囲戦で戦死した。

## 地理
アメリカ合衆国国勢調査局に拠れば、郡域全面積は677.44平方マイル (1,754.6 km2)であり、このうち陸地676.00平方マイル (1,750.8 km2)、水域は1.44平方マイル (3.7 km2)で水域率は0.21%である。

### 主要高規格道路
- 州間高速道路59号線
- アメリカ国道11号線
- ミシシッピ州道15号線
- ミシシッピ州道18号線

### 隣接する郡
- ニュートン郡 - 北
- クラーク郡 - 東
- ウェイン郡 - 南東
- ジョーンズ郡 - 南
- スミス郡 - 西

### 国立保護地域
- ビーンビル国立の森（部分）

## 人口動態
以下は2000年の国勢調査による人口統計データである。
| 基礎データ - 人口: 18,149人 - 世帯数: 6,708 世帯 - 家族数: 4,957 家族 - 人口密度: 10人/km2（27人/mi2） - 住居数: 7,671軒 - 住居密度: 4軒/km2（11軒/mi2） 人種別人口構成 - 白人: 46.47% - アフリカン・アメリカン: 52.88% - ネイティブ・アメリカン: 0.07% - アジア人: 0.07% - 太平洋諸島系: 0.03% - その他の人種: 0.08% - 混血: 0.41% - ヒスパニック・ラテン系: 0.64% | 年齢別人口構成 - 18歳未満: 27.9% - 18-24歳: 9.6% - 25-44歳: 26.73% - 45-64歳: 27.9% - 65歳以上: 13.9% - 年齢の中央値: 35歳 - 性比（女性100人あたり男性の人口） - 総人口: 91.0 - 18歳以上: 87.3 世帯と家族（対世帯数） - 18歳未満の子供がいる: 35.00% - 結婚・同居している夫婦: 50.9% - 未婚・離婚・死別女性が世帯主: 18.2% - 非家族世帯: 26.1% - 単身世帯: 24.2% - 65歳以上の老人1人暮らし: 11.3% - 平均構成人数 - 世帯: 2.68人 - 家族: 3.19人 | 収入と家計 - 収入の中央値 - 世帯: 24,441米ドル - 家族: 29,951米ドル - 性別 - 男性: 27,183米ドル - 女性: 17,260米ドル - 人口1人あたり収入: 12,889米ドル - 貧困線以下 - 対人口: 22.7% - 対家族数: 19.3% - 18歳未満: 28.9% - 65歳以上: 23.7% |

## 都市と町

### 都市
- ベイスプリングス - 郡庁所在地

### 町
- ハイデルバーグ
- ルーイン
- モントローズ

### 未編入の町
- バクスター
- ガーランドビル
- レイクコモ
- モス
- ポールディング - 郡庁所在地
- ローズヒル
- ストリンガー
- ボスバーグ